# Červená sedma
Červená sedma byl slavný kabaret v Praze, kterým prošla řada známých českých umělců počátku 20. století.
Založil jej Jiří Červený se svými přáteli v prosinci 1909. Největší slávu tento kabaret zažil v období kolem 1. světové války.
Kolem roku 1916 se profesionalizuje, působí v Rokoku.
Od roku 1918 pak v samostatném působišti v hotelu Central v Hybernské ulici (později zde působilo Komorní divadlo, pobočná scéna Městského divadla na Královských Vinohradech). V roce 1919 otevřel kabaret svoji pobočku v Brně a za období od března do prosince 1919, kdy byla pobočka pro nepřílišný zájem diváků uzavřena, se konalo v Brně 75 večerních představení.
V říjnu roku 1921 se kabaret stěhuje do vinárny Obecního domu. 
V roce 1922 ale zanikl pro nezájem publika. Poslední představení se konalo dne 19. března 1922.
V repertoáru byla směs písní, kupletů i hraných scén. Dá se říci, že tento kabaret předcházel pozdějším divadlům malých forem.

## Citát
| „                 | Pražské kabarety, jichž se na počátku našeho století vyrojilo víc než dost, neměly však většinou dobrou úroveň a nedovedly spojovat zábavu s kulturou...Proti tomuto nedobrému stavu revoltovala právě Červená sedma. Vytkla si za cíl dělat umělecký kabaret. Sedmičkáři chtěli bavit s vkusem, s vysokými uměleckými nároky, a chtěli i odpovídat na problémy života. Mladá skupinka intelektuálů, hledající ztěžka své místo v tehdejším rozbouřeném světě, rázem získala na svou stranu kdekoho z naší umělecké obce. | “ |
| — František Černý | |   |

## Slavní účinkující
- sestry Allanovy
- Eduard Bass
- Vlasta Burian
- Jiří Dréman
- Rudolf Antonín Dvorský
- Eman Fiala
- Ferenc Futurista
- Jaroslav Hašek
- Karel Hašler
- Rudolf Jílovský
- Kocourkovští učitelé
- Emil Artur Longen
- Lída Pírková-Theimerová
- Jindřich Plachta